# أحمد بن محمد الحاجي
أحمد بن محمد ابن محمد ابن أحمد باب بن الفغ النجيب ابن عبد الله بن الحاجي ( 1218 هـ - 1251 هـ ) هو شيخ و عالم إسلامي صوفي، له العديد من المؤلفات في العلوم الإسلامية .

## مؤلفاته
1 : الإعراب
- نظم عون الطالبين
- المفيد في التمييز

2 : التوحيد
- نظم الدرة الفريده فيما تزكو به العقيدة ومعها تأليف منثور في حل بعض ألفاظها
- قصيدة من الشعر الحساني تسمى وسيلة الرضوان معروفة ب، ـيداير,

3 : الفقه
- هداية المريد إلى طريق التسديد وهو مختصر منثور حذا به فقه ابن عاشر
- نظم عقد به مختصر خليل وعليه تعليق بلغ في تبيضهما الأذان

4 :أصول الفقه
- نظم عقد به جمع الجوامع

5:أحكام رسم القرآن الجوهر المنظم في رسم الكتاب المعظم وشرحه الجامع المقدم
- نظم في الضبط
- نظم المبين
- نظم سماه تحفة الأصاغر بذكر ما يخفى من النظائر وشرح عليه سماه هداية الحاير
- نظم سماه القول المعد في ذكر مافي الرسم لا اللفظ يمد
- نظم سماه تحفة الوليد في أحكام التجويد خاص برواية ورش
- نظم سماه جوهرة الإملاء
- نظم في أسماء السور عليه شرح يتضمن المكي منها والمدني وعدد ءاي كل سورة مع ذكر شيء من أسباب النزول
- قصيدة سماها إيضاح المرام في الرد على جيم الأعجام

6: أحكام الصلاة على النبي وأسمائه وبعض شمائله
- نظم سماه تيسير المنى

7 : اللغة
- نظم إضاءة الأدموس بشرح خطبة القاموس

8 : التصوف
- نظم سماه ترتيب السلوك إلى مالك الملوك وهو يتألف من عدة منظومات وعلى كل واحدة منهن تعليق
- تأليف منثور سماه السبيل الموصله إلى أشرف منزله
- رسائل مشتملة على الوعظ والإرشاد كالخلاصة لهذين التالفين
- وصية فيما يلزم المسلم التقيد به من العمل في حال السلوك وأدبية منثورة شواهدها من أشعار حكماء العرب

وله كذلك أيضا
- أرجوزة في مدح النبي صلى الله عليه وسلم وأراجيز أخرى في الحث على تعلم العلم ونحو ذلك

وله غير ذلك من التآليف المفيدة وهو دفين البقعة المشهورة المسماة تنضله وقد أشار إلى وفاته محرر المعقول
والمنقول العلامة المختار ابن ابلول الحاجي بقوله

أحمد من قد كان أي ناشر... للعلم قد قضى بعام ناشر

## وفاته
توفي رحمه الله تعالى عام 1251 هـ وقد اشتهر عند الناس أنه عاش 33 سنة وعلى ذلك فقد قلت
أحمد الكريم بن زياد الحاجي